# Spermacoce calliantha
Spermacoce calliantha är en måreväxtart som beskrevs av Harwood. Spermacoce calliantha ingår i släktet Spermacoce och familjen måreväxter. Inga underarter finns listade i Catalogue of Life.